# Friedrich Siebenrock

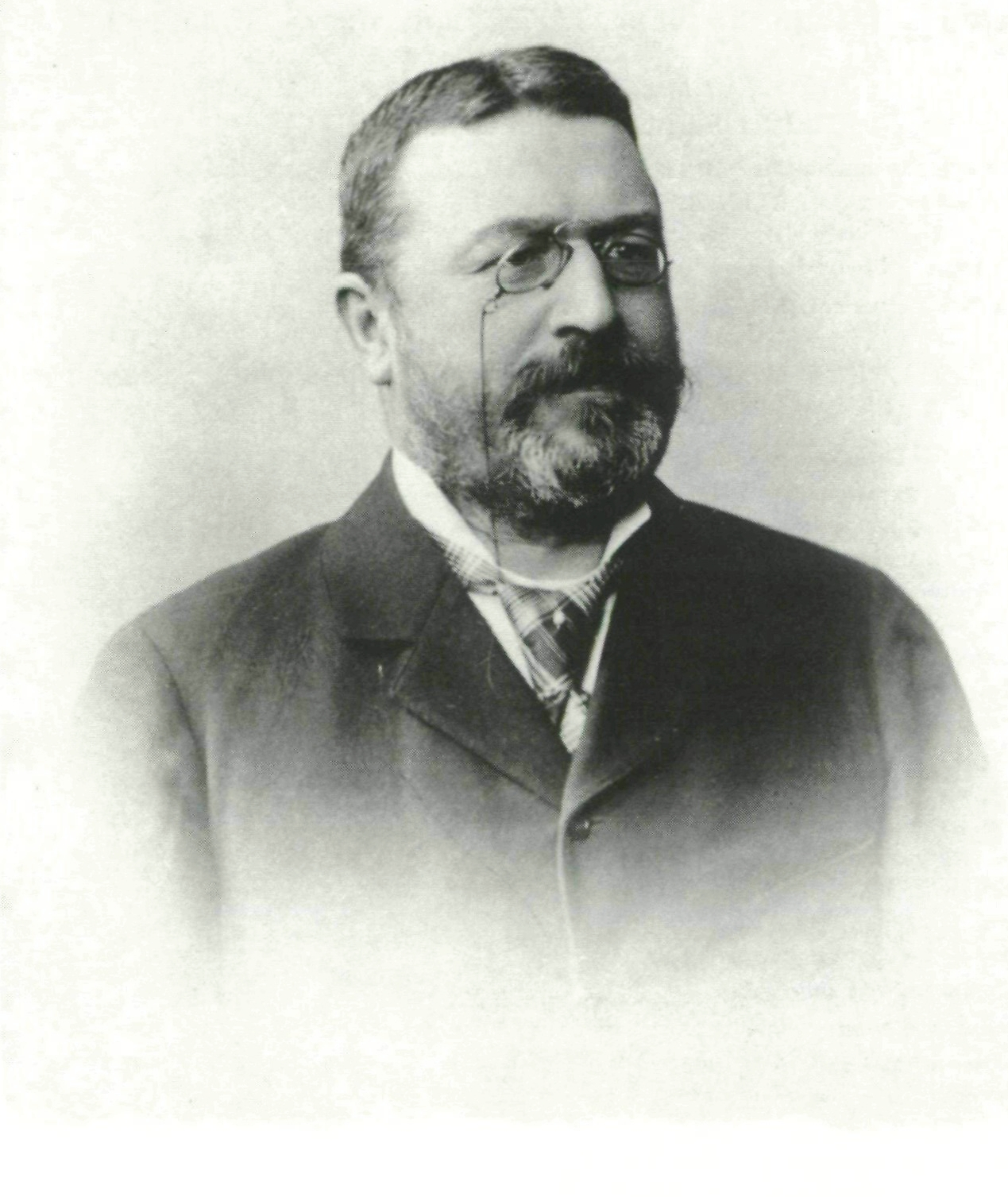
Friedrich Siebenrock

Friedrich Siebenrock (* 20. Jänner 1853 in Schörfling am Attersee; † 28. Jänner 1925 ebenda) war ein österreichischer Zoologe.

## Leben
Der Vater Jakob Siebenrock (* 1805 in Sigmaringen) war Wundarzt und Bürgermeister von Schörfling. 
Friedrich Siebenrock wuchs zunächst in seinem Geburtsort auf. Er besuchte die Gymnasien in Salzburg und Hall in Tirol. Nach der Matura studierte er an der Universität Innsbruck und der Universität Wien Zoologie. Er war im Corps Rhaetia (1875) und im Corps Saxonia Wien (1886) aktiv. Gegen Ende des Studiums war er über längere Zeit als Demonstrator am Zootomischen Institut der Universität tätig. Nach Abschluss seines Studiums wurde Siebenrock im Januar 1886 Volontär am Naturhistorischen Museum Wien. Dort verbrachte er sein gesamtes Berufsleben, zuletzt als Kustos. In den Jahren 1895 und 1897 begleitete er den Direktor der Zoologischen Abteilung, Franz Steindachner, bei der ersten und zweiten österreichischen Expedition nach dem Roten Meer. Das wissenschaftliche Hauptinteresse von Siebenrock galt neben den Krokodilen vor allem den Schildkröten. Bei letzteren machte er sich durch zahlreiche wissenschaftliche Erstbeschreibungen einen Namen. Seine „weltberühmte“ Schildkrötensammlung ist ein Teil der Lurch- und Kriechtiersammlung vom NHM.

## Ehrungen
Für seinen besonderen Einsatz für das Museum wurde Siebenrock 1920 zum Hofrat ernannt, außerdem wurde er durch die Verleihung des Ritterkreuzes des Franz Joseph-Ordens sowie der Silbernen Jubiläums-Hofmedaille ausgezeichnet. Nach Siebenrock wurden folgende Schildkrötenarten benannt:
- Siebenrockiella crassicollis (Gray, 1831)
- Chelodina siebenrocki (Siebenrock-Schlangenhalsschildkröte) (Werner, 1901)
- Latastia siebenrocki (Tornier, 1905)
- Pleurotoma (Clavus) siebenrocki (Sturany, 1900)
- Amussium siebenrocki (Sturany, 1899)

## Schriften
- Ueber Wirbelassimilation bei den Sauriern. In: Annalen des Naturhistorischen Museums in Wien 7, 1892, S. 373–478 (zobodat.at [PDF]).
- Ergebnisse einer zoologischen Forschungsreise von Dr. Franz Werner nach Ägypten und im ägyptischen Sudan. IV: Krokodile und Schildkröten. In: Sitzungsberichte der kaiserlichen Akademie der Wissenschaften Wien, Mathematisch-naturwissenschaftliche Klasse,  Bd. 115, 1906, S. 817–839 (zobodat.at [PDF]).
- Die Schildkröten Niederösterreichs vor der Eiszeit. In: Blätter für Naturkunde und Naturschutz Niederösterreichs Bd. 3, 4, 1916, S. 1–7.